# Дікушин Володимир Іванович
Дікушин Володимир Іванович (26 липня (8 серпня) 1902, Самара — 12 січня 1979, Москва) — радянський учений в галузі машинобудування. Академік АН СРСР. Герой Соціалістичної Праці. Лауреат двох Сталінських премій першого ступеня.

## Біографія
Володимир Дікушин народився 26 липня (8 серпня) 1902 року у Самарі. У 1923 році вступив на механічний факультет МВТУ імені М. Е. Баумана. Під час навчання багато часу проводив у лабораторії з обробки металів різанням, намагаючись виявити параметри режимів роботи металорізальних верстатів, за допомогою яких можна змінювати як конструкцію верстата, так і ефективність його роботи. Саме в цей час у СРСР йшов інтенсивний розвиток верстатобудування, у тому числі металорізальних верстатів.
З 1933 працював в Експериментальному НДІ металорізальних верстатів (ЕНІМВ), де 1932—1937 років працював інженером-конструктором, старшим, начальником відділу.
З 1937 по 1977 — головний конструктор ЕНІМВ. Під його керівництвом розроблена система агрегатування верстатів із нормалізованих функціональних вузлів та типових технічних рішень для обробки тіл обертання в автоматичних лініях. Був головним інженером проекту першого автоматизованого заводу для виробництва поршнів (введений в експлуатацію у 1950 році).
Займався науковими дослідженнями в галузі оптимізації режимів різання металів для вдосконалення металорізальних верстатів. Виявляв найкращі параметри режимів роботи верстатів та пропонував конструктивні зміни для підвищення ефективності металообробки.
У 1943 був обраний членом-кореспондентом АН СРСР. Неодноразово виступав із доповідями з питань науково-технічного прогресу машинобудування на загальних зборах АН СРСР та Відділення технічних наук, очолював низку академічних наукових комісій.
Володимир Дікушин був одним із ініціаторів створення в Академії наук СРСР ІМАШ імені А. А. Благонравова, майже два десятиліття керував Комісією з технології машинобудування. З 1953 він був дійсним членом АН СРСР.
З 1977 року — на пенсії.

## Громадська діяльність
Володимир Дікушин займався і громадською діяльністю, був членом редакційної ради журналу «Верстати та інструменти», працював у складі різних комісій та наукових товариств. У 1947 році обраний депутатом Верховної Ради РРФСР по Ленінському району Москви.

## Смерть
Помер 12 січня 1979 року у Москві, похований на Новодівичому цвинтарі (дільниця № 9).

## Нагороди і премії
- Герой Соціалістичної Праці (13 березня 1969) — за великі заслуги у розвитку радянської науки
- 4 ордена Леніна (11 жовтня 1943 року; 27 березня 1954 року; 13 березня 1969 року; 17 вересня 1975 року)
- 2 ордена Трудового Червоного Прапора (10 червня 1945; 15 серпня 1962)
- орден «Знак Пошани» (15 квітня 1939)
- медалі
- Сталінська премія І ступеня (14 березня 1941) — за розробку нових конструкцій металорізальних верстатів
- Сталінська премія I ступеня (1951) — за розробку принципів комплексної автоматизації виробничих процесів у машинобудуванні, проектування та освоєння автоматичного заводу поршнів